# Jiraiya – Guia Visual Definitivo
Jiraiya – Guia Visual Definitivo é o segundo lançamento da Editora Mozu. Em parceria com a Sato Company (dona dos direitos de transmissão da série) e a Toei Company (produtora de Jiraiya, O Incrível Ninja), o livro possui guia de episódios; fichas de personagens, máquinas e equipamentos; curiosidades de bastidores; e até entrevistas com atores, como o principal, Takumi Tsutsui; e Takumi Hashimoto, intérprete do garoto Manabu. A Toei também forneceu cerca de 1200 fotos em alta resolução.
O próprio Tsutui fez um vídeo divulgando o projeto, dublado pelo mesmo dublador de Jiraiya na série que passou na Rede Manchete, Mauro Eduardo.
O livro foi escrito por Adriano Almeida e Ricardo Cruz, ambos fundadores da editora MOZU e autores de Jaspion - Guia Visual Definitivo.
Algumas das 176 páginas são dedicadas a registrar o sucesso de Jiraiya no Brasil, com informações sobre produtos lançados em terras brasileiras, e entrevistas com várias pessoas do meio, desde licenciantes e fabricantes de brinquedos a dubladores da série. Influências da série na cultura pop do Brasil também serão documentadas, como Didiraya, uma paródia do personagem feita pelos Trapalhões.
Com inspiração visual em revistas sobre tokusatsu publicadas no Japão, a obra foi lançada via financiamento coletivo no site Catarse (com até pedras da pedreira da Toei sendo alguns dos brindes), tendo alcançado sua meta em 2024. O lançamento foi em maio de 2025, com venda para o público em geral começando algum tempo depois.
A dupla de autores foi convidada a um painel na CCXP de 2024 para falar não só do livro, mas também sobre a popularidade de ninjas na cultura pop. A eles se juntaram Edi Carlos, da Editora JBC; e a dubladora Cecília Lemes, que fez a voz de Kei, irmã do Jiraiya.
Em junho, Cruz anunciou em uma live do canal Resistência Tokusatsu que o próximo lançamento da Editora Mozu será Black Kamen Rider - Guia Visual Definitivo.